# Claudia Álvarez
Claudia Álvarez Ocampo (ur. 6 października 1981 w Meksyku) – meksykańska aktorka filmowa i telewizyjna. Wystąpiła między innymi jako główna bohaterka w telenoweli Po prostu Maria.

## Wybrana filmografia
- 2011-2012: Podwójne życie Angeliki jako Adela Arizmendi
- 2012-2013: Porque el amor manda jako Verónica Hierro
- 2014-2015: Hasta el fin del mundo jako Alexa Ripoll Bandy
- 2015-2016: Po prostu Maria jako María Flores Ríos

## Nagrody i nominacje

### Premios TVyNovelas
| Rok  | Kategoria               | Telenowela              | Wynik     |
| ---- | ----------------------- | ----------------------- | --------- |
| 2012 | Najlepsza antagonistka  | Podwójne życie Angeliki | Nominacja |
| 2014 | Najlepsza antagonistka  | Porque el amor manda    | Nominacja |
| 2017 | Najlepsza protagonistka | Po prostu Maria         | Nominacja |

### Premios Bravo
| Rok  | Kategoria          | Sztuka teatralna    | Wynik   |
| ---- | ------------------ | ------------------- | ------- |
| 2013 | Kobiece objawienie | Extraños en un tren | Wygrana |

### Nagrody ACPT
Nagrody Stowarzyszenia Pisarzy i Dziennikarzy Teatralnych (hiszp. Premios de la Asociación de Cronistas y Periodistas Teatrales (w skrócie ACPT)
| Rok  | Kategoria            | Sztuka teatralna    | Wynik   |
| ---- | -------------------- | ------------------- | ------- |
| 2014 | Najlepsza Młoda Dama | Extraños en un tren | Wygrana |